# High Rise (etichetta discografica)
La High Rise è stata un'etichetta discografica italiana attiva negli anni ottanta.

## Storia
La High Rise è stata un'etichetta indipendente nata nel 1983, con la pubblicazione del 7" EP del gruppo hardcore punk romano Shotgun Solution. Il disco sarebbe originariamente dovuto uscire con l'Italian Records, ma a causa di cambiamenti negli orientamenti artistici dell'etichetta, Federico Guglielmi decise d'intraprendere un'altra strada. Assieme ai gestori del negozio di dischi Disfunzioni Musicali, importante distributore dell'underground musicale del tempo, diede vita alla High Rise: Guglielmi si sarebbe occupato della scelta dei gruppi e della produzione artistica e Disfunzioni Musicali delle questioni tecniche e commerciali.
Il nome High Rise deriva dal titolo originale del romanzo di James Graham Ballard, in Italia noto col titolo "Condominium".

## Artisti che hanno lavorato con la High Rise
L'etichetta si fermò subito dopo per circa due anni, durante i quali Guglielmi produsse comunque altri dischi. Alla fine del 1985 l'etichetta riprese vita e, fino al 1990, produsse altri sei 7" (Joe Perrino & The Mellowtones, The Gang, Magic Potion, Pale Dawn, Garcon Fatal e Fasten Belt) e nove 33 giri (Technicolour Dream, due album dei Magic Potion e due dei Fasten Belt, Blackboard Jungle, Birdy Hop, A Number Two e The Flies).

## Pubblicazioni
| Anno | Interprete                    | Titolo                                     | Formato       |
| ---- | ----------------------------- | ------------------------------------------ | ------------- |
| 1983 | Shotgun Solution              | Shotgun EP                                 | EP 45 giri    |
| 1985 | Technicolour Dream            | Pretty Tomorrow                            | 33 giri       |
| 1986 | Joe Perrino & The Mellowtones | Love the Colours/Apricots/I Had a Dream    | EP 45 giri    |
| 1986 | Gang                          | Against the Power-Dollar/It Says Here      | 45 giri       |
| 1987 | Pale Dawn                     | Mesmeric Moon/Before the Faint             | 45 giri       |
| 1987 | Magic Potion                  | I Live with the Monks/The Mental Traveller | 45 giri       |
| 1987 | Garcon Fatal                  | Fox on the Run/Tell Me                     | 45 giri       |
| 1988 | Magic Potion                  | Four Wizards in Your Tea                   | 33 giri       |
| 1988 | Fasten Belt                   | No Escape from Acid Hysteria               | 33 giri       |
| 1989 | Blackboard Jungle [ITA]       | Silver Drops On Jesus' Skull               | LP mini-album |
| 1989 | Birdy Hop                     | Welcome to the Insanity Ride               | LP mini-album |
| 1989 | Magic Potion                  | Misplaced in Your Perfect World            | 33 giri       |
| 1989 | Fasten Belt                   | Your Tears/Without Dreams                  | 45 giri       |
| 1990 | The A Number Two              | It Rains Again on the Rising Sun           | LP mini-album |
| 1990 | Fasten Belt                   | My Blood My Sin My Madness                 | 33 giri       |
| 1990 | The Flies                     | On the Other Side of the Tracks            | LP mini-album |